# Хатуев, Молди Аюбович
Молди Аюбович Хатуев (1979—2008) — российский милиционер, участник контртеррористической операции на Северном Кавказе, командир батальона патрульно-постовой службы отдела внутренних дел по Шалинскому району Чеченской республики, Герой России (посмертно).

## Биография
Родился в Грозном. В 1999 году он окончил Грозненский политехнический техникум. Службу в органах внутренних дел республики начал в июне 2004 года. С осени 2007 года командовал батальоном патрульно-постовой службы.
17 декабря 2008 года оперативно-поисковая группа под командованием М. Хатуева выехала на задержание члена незаконных вооружённых формирований, скрывавшегося в одном из частных домовладений города Аргун. Сотрудники милиции окружили дом по улице Степной, в котором, как сообщалось, могли находиться малолетние дети. Дом был оцеплен, на предложение сдаться преступник ответил огнем из стрелкового оружия.
Убедившись, что кроме бандита в доме никого нет, Молди Хатуев взломал дверь и бросил гранату. После взрыва группа захвата ворвалась в дом. Скрывшийся в комнате преступник целился в сотрудников милиции. Тогда старший лейтенант Хатуев, встав перед своими подчинёнными, открыл огонь по преступнику. Тот был убит, но ответным огнём смертельно ранил Молди Аюбовича.

## Память
Одна из улиц Грозного названа именем Хатуева.

## Награды и память
- Герой Российской Федерации (указ Президента Российской Федерации от 4.08.2010, № 967)
- Орден Мужества
- Медаль «За отвагу»
- Медаль «Защитнику Чеченской Республики»[3]
- Стадиону, открытому 25 июля 2010 года в городе Шали, присвоено имя Молди Хатуева[4].